# 라누이 스완슨 FC
란누이 스완슨 FC(Ranui Swanson Football Club)는 뉴질랜드 서부 오클랜드에 있는 아마추어 축구단이다. 현재 뉴질랜드 축구 5부 리그인 NRF 챔피언십에 참가하고 있다.
처음 구단은 1979년에 4개의 팀으로 시작했었다. 또한 과거 뉴질랜드 최고의 녹아웃 토너먼트 채텀 컵에 참가하기도 했었다.